# Liste de séismes au Pérou
Pour un article plus général, voir Listes de séismes.
Le Pérou est situé dans une région sismique. Il y a chaque année un certain nombre de tremblements de terre dont l'intensité reste faible.
La population est préparée en cas de séisme et régulièrement dans les écoles et les lieux de travail, les mesures de sécurité sont enseignées et des exercices d'évacuation effectués.

## Historique des tremblements de terre

### Avant leXXesiècle
- 1619 (14 février) - Trujillo - M 7.7 - 350 morts
- 1664 (12 mai) - Ica - M 7.3 - 400 morts
- 1687 (20 octobre) - Lima - M 8.5 - 600 morts
- 1746 (28 octobre) - Lima - 5 000 morts
- 1821 (10 juillet) - Camana - M 8.2 - 162 morts
- 1868 (13 août) - Arica, Perou (Chile) - M 9.0 - 25 000 morts

### XXesiècle
- 1908 (12 décembre) - Large de la côte centrale du Perou - M 8.2
- 1940 (24 mai) - Callao - M 8.2 - 249 morts
- 1942 (24 août) - Large de la côte centrale du Perou - M 8.2 - 30 morts
- 1946 (10 novembre) - Ancash - M 7.3 - 1 400 morts
- 1947 (1er novembre) - Satipo - M 7.3 - 233 morts
- 1948 (11 mai) - Moquegua - M 7.4 - 70 morts
- 1950 (21 mai) - Cusco - M 6.0  83 morts
- 1953 (12 décembre) - Tumbes - M 7.4 - 7 morts
- 1958 (15 janvier) - Arequipa - M 7.3 - 28 morts
- 1960 (17 janvier) - Arequipa - M 7.5 - 57 morts
- 1966 (17 octobre) - Près de la côte péruvienne - M 8.1 - 125 morts
- 1968 (19 juin) - Moyobamba - M 6.9 - 46 morts
- 1970 (31 mai) - Chimbote - M 7.9 - 66 000 morts, voir : Séisme de 1970 à Ancash
- 1974 (3 octobre) - Près de la côte centrale du Pérou - M 8.1
- 1990 (mai) - Dans la région d'Alto Mayo
- 1991 (avril) - Dans la région d'Alto Mayo

### XXIesiècle
- 2001 (23 juin) - Près de la côte centrale du Pérou - M 8.4 - 138 morts : voir Séisme de 2001 au Pérou
- 2001 (7 juillet) - Près de la côte centrale du Pérou - M 7.6 - 1 mort
- 2002 (12 octobre) - Pérou-Brésil frontière - M 6.9
- 2005 (26 septembre) - Nord du Pérou - M 7.5 - 5 morts
- 2006 (20 octobre) - Près de la côte centrale du Pérou - M 6.7
- 2007 (15 août) - Séisme du 15 août 2007 au Pérou - M 8.0 - 514 morts : voir Séisme de 2007 au Pérou
- 2007 (16 novembre) - Pérou-Équateur frontière - M 6.8
- 2011 (28 octobre) - Près de la côte centrale du Pérou - M 6.9
- 2014 (24 aout) - 42 km à l'est/nord-est de Tambo, à 469 km de Lima, à une profondeur de 58,9 km
- 14 janvier 2018 : nord du Pérou, M 7.3, 2 morts
- 26 mai 2019 : à 126 km du Pérou[Quoi ?], M 7,5, nombre de victimes inconnue
- 28 juin 2024 : au centre-sud du Pérou. magnitude de moment entre 7,1 et 7,2. 8 km à l'ouest d'Atiquipa. Profondeur entre 17 et 31 km. Séisme de chevauchement sur le contact intra-plaques[1].